# 32496 Deïopites
32496 Deïopites è un asteroide troiano di Giove del campo troiano. Scoperto nel 2000, presenta un'orbita caratterizzata da un semiasse maggiore pari a 5,283078 UA e da un'eccentricità di 0,080056, inclinata di 30,453542° rispetto all'eclittica. Ha un diametro di 48,017 km, un periodo di rotazione di 23,34 ore e un'albedo di 0,070.
È dedicato al guerriero troiano Deiopite.